# Libnotes (Afrolimonia) oligospilota
Libnotes (Afrolimonia) oligospilota is een tweevleugelige uit de familie steltmuggen (Limoniidae). De soort komt voor in het Afrotropisch gebied.